# Lega Nazionale A 2010 (football americano)
La Lega Nazionale A 2010 è stata la 25ª edizione del campionato di football americano di primo livello, organizzato dalla SAFV.

## Squadre partecipanti
| Club                    | Città      | Stadio | Sponsor ufficiale | Risultato nella stagione 2009 |
| ----------------------- | ---------- | ------ | ----------------- | ----------------------------- |
| Bern Grizzlies          | Berna      |        |                   | Semifinalisti                 |
| Calanda Broncos         | Coira      |        |                   | Vincitori XXIV Swiss Bowl     |
| Cineplexx Blue Devils   | Hohenems   |        |                   |                               |
| Gladiators Beider Basel | Basilea    |        |                   | Vincitori Lega B              |
| Winterthur Warriors     | Winterthur |        |                   | Semifinalisti                 |
| Zürich Renegades        | Zurigo     |        |                   | Finalisti                     |

## Stagione regolare

### Calendario

#### 1ª giornata
| Coira 28 marzo 2010 | Calanda Broncos | 28 – 9 (7-0 12-6 9-0 0-3)                                   | Zürich Renegades | Sportplatz Ringstrasse |
| Jones Q1 ( TD ) 8yd run Robinson Q1 ( pat ) Ciasulli Q2 ( TD ) 24yd pass from M. Glavic Raber Q2 ( TD ) 13yd pass from M. Glavic Jones Q3 ( TD ) 4yd run Robinson Q3 ( pat ) Team Q3 ( saf ) automatico Marcatori Trautmann Q2 ( TD ) 8yd pass from Rainbow Keller Q4 ( FG ) 27yd |                 |                                                             |                  |                        |
| |                 |                                                             |                  |                        |
| Jones Q1 (TD) 8yd run Robinson Q1 (pat) Ciasulli Q2 (TD) 24yd pass from M. Glavic Raber Q2 (TD) 13yd pass from M. Glavic Jones Q3 (TD) 4yd run Robinson Q3 (pat) Team Q3 (saf) automatico                                                                                         | Marcatori       | Trautmann Q2 (TD) 8yd pass from Rainbow Keller Q4 (FG) 27yd |                  |                        |

#### 2ª giornata
| Winterthur 3 aprile 2010 | Winterthur Warriors | 14 – 35 | Cineplexx Blue Devils | Sportplatz Deutweg |

| Basilea 3 aprile 2010 | Gladiators Beider Basel | 6 – 21 (0-7 0-7 0-0 6-7) | Calanda Broncos | Rankhof Stadion |
| Maynard Q4 ( TD ) 2yd run Marcatori Robinson Q1 ( TD ) 26yd run Robinson Q1 ( pat ) Jones Q2 ( TD ) 3yd run Robinson Q2 ( pat ) M. Glavic Q4 ( TD ) 1yd run Robinson Q4 ( pat ) |                         | |                 |                 |
| |                         | |                 |                 |
| Maynard Q4 (TD) 2yd run | Marcatori               | Robinson Q1 (TD) 26yd run Robinson Q1 (pat) Jones Q2 (TD) 3yd run Robinson Q2 (pat) M. Glavic Q4 (TD) 1yd run Robinson Q4 (pat) |                 |                 |

#### 3ª giornata
| Witikon 11 aprile 2010 | Zürich Renegades | 13 – 28 (0-6 7-16 0-0 6-6) | Calanda Broncos | Sportplatz Looren |
| Gersbach Q2 ( TD ) 8yd run ? Q2 ( pat ) Langholz Q4 ( TD ) 5yd pass from Rainbow Marcatori Robinson Q1 ( TD ) 8yd pass from M. Glavic Ciasulli Q2 ( TD ) 18yd pass from M. Glavic Robinson Q2 ( pat ) Team Q2 ( saf ) automatico M. Glavic Q2 ( TD ) 1yd run Robinson Q2 ( pat ) M. Glavic Q4 ( TD ) 1yd run |                  | |                 |                   |
| |                  | |                 |                   |
| Gersbach Q2 (TD) 8yd run ? Q2 (pat) Langholz Q4 (TD) 5yd pass from Rainbow | Marcatori        | Robinson Q1 (TD) 8yd pass from M. Glavic Ciasulli Q2 (TD) 18yd pass from M. Glavic Robinson Q2 (pat) Team Q2 (saf) automatico M. Glavic Q2 (TD) 1yd run Robinson Q2 (pat) M. Glavic Q4 (TD) 1yd run |                 |                   |

| Berna 11 aprile 2010 | Bern Grizzlies | 21 – 26 | Gladiators Beider Basel | Grosse Allmend |

#### 4ª giornata
| Hohenems 17 aprile 2010 | Cineplexx Blue Devils | 40 – 21 | Bern Grizzlies | Stadion Herrenried |

| Witikon 18 aprile 2010 | Zürich Renegades | 26 – 6 | Winterthur Warriors | Sportplatz Looren |

#### 5ª giornata
| Berna 24 aprile 2010 | Bern Grizzlies | 13 – 12 | Zürich Renegades | Sportplatz Schonau |

| Hohenems 24 aprile 2010 | Cineplexx Blue Devils | 18 – 34 (0-7 6-13 6-7 6-7) | Calanda Broncos | Stadion Herrenried |
| Fussenegger Q2 ( TD ) 36yd pass from Guidry Golusha Q3 ( TD ) 21yd pass from Guidry Fussenegger Q4 ( TD ) 30yd pass from Guidry Marcatori Robinson Q1 ( TD ) 52yd pass from M. Glavic Robinson Q1 ( pat ) Ciasulli Q2 ( TD ) 9yd pass from M. Glavic Robinson Q2 ( pat ) Jones Q2 ( TD ) 10yd run M. Glavic Q3 ( TD ) 3yd run Robinson Q3 ( pat ) Haas Q4 ( TD ) 6yd pass from M. Glavic Robinson Q4 ( pat ) |                       | |                 |                    |
| |                       | |                 |                    |
| Fussenegger Q2 (TD) 36yd pass from Guidry Golusha Q3 (TD) 21yd pass from Guidry Fussenegger Q4 (TD) 30yd pass from Guidry | Marcatori             | Robinson Q1 (TD) 52yd pass from M. Glavic Robinson Q1 (pat) Ciasulli Q2 (TD) 9yd pass from M. Glavic Robinson Q2 (pat) Jones Q2 (TD) 10yd run M. Glavic Q3 (TD) 3yd run Robinson Q3 (pat) Haas Q4 (TD) 6yd pass from M. Glavic Robinson Q4 (pat) |                 |                    |

| Winterthur 25 aprile 2010 | Winterthur Warriors | 26 – 30 | Gladiators Beider Basel | Sportplatz Deutweg |

#### 6ª giornata
| Winterthur 1º maggio 2010 | Winterthur Warriors | 19 – 36 | Bern Grizzlies | Sportplatz Deutweg |

| Basilea 1º maggio 2010 | Gladiators Beider Basel | 38 – 23 | Cineplexx Blue Devils | Rankhof Stadion |

#### 7ª giornata
| Igis 9 maggio 2010 | Calanda Broncos | 49 – 6 (7-0 21-6 7-0 14-0)        | Winterthur Warriors | Sportplatz Ried |
| Robinson Q1 ( TD ) 42yd pass from M. Glavic Robinson Q1 ( pat ) Robinson Q2 ( TD ) 10yd pass from M. Glavic Robinson Q2 ( pat ) Jones Q2 ( TD ) 10yd pass from M. Glavic Robinson Q2 ( pat ) Robinson Q2 ( TD ) 89yd kickoff return Hammer Q2 ( pat ) Robinson Q3 ( TD ) 61yd interception return Robinson Q3 ( pat ) Fallberius Q4 ( TD ) 9yd pass from M. Glavic Robinson Q4 ( pat ) Bailey Q4 ( TD ) 31yd interception return Robinson Q4 ( pat ) Marcatori Moore Q2 ( TD ) 99yd kickoff return |                 |                                   |                     |                 |
| |                 |                                   |                     |                 |
| Robinson Q1 (TD) 42yd pass from M. Glavic Robinson Q1 (pat) Robinson Q2 (TD) 10yd pass from M. Glavic Robinson Q2 (pat) Jones Q2 (TD) 10yd pass from M. Glavic Robinson Q2 (pat) Robinson Q2 (TD) 89yd kickoff return Hammer Q2 (pat) Robinson Q3 (TD) 61yd interception return Robinson Q3 (pat) Fallberius Q4 (TD) 9yd pass from M. Glavic Robinson Q4 (pat) Bailey Q4 (TD) 31yd interception return Robinson Q4 (pat)                                                                           | Marcatori       | Moore Q2 (TD) 99yd kickoff return |                     |                 |

| Witikon 9 maggio 2010 | Zürich Renegades | 20 – 22 | Gladiators Beider Basel | Sportplatz Looren |

#### 8ª giornata
| Witikon 22 maggio 2010 | Zürich Renegades | 7 – 27 | Cineplexx Blue Devils | Sportplatz Looren |

| Coira 23 maggio 2010 | Calanda Broncos | 29 – 0 (14-0 13̈-0 2-0 0-0) | Bern Grizzlies | Sportplatz Ringstrasse |
| Jones Q1 ( TD ) 4yd run Robinson Q1 ( pat ) Ciasulli Q1 ( TD ) 55yd pass from M. Glavic Robinson Q1 ( pat ) Jones Q2 ( TD ) 6yd run Robinson Q2 ( pat ) Ciasulli Q2 ( TD ) 60yd pass from M. Glavic Keil Q3 ( saf ) Marcatori |                 |                            |                |                        |
| |                 |                            |                |                        |
| Jones Q1 (TD) 4yd run Robinson Q1 (pat) Ciasulli Q1 (TD) 55yd pass from M. Glavic Robinson Q1 (pat) Jones Q2 (TD) 6yd run Robinson Q2 (pat) Ciasulli Q2 (TD) 60yd pass from M. Glavic Keil Q3 (saf)                           | Marcatori       |                            |                |                        |

| 24 maggio 2010 | Gladiators Beider Basel | 50 – 26 | Winterthur Warriors |  |

#### 9ª giornata
| Basilea 29 maggio 2010 | Gladiators Beider Basel | 20 – 14 | Bern Grizzlies | Rankhof Stadion |

| Winterthur 30 maggio 2010 | Winterthur Warriors | 16 – 39 (0-19 0-7 0-6 16-7) | Calanda Broncos | Sportplatz Deutweg |
| Boller Q4 ( TD ) 5yd pass from Hippeard Moore Q4 ( tpc ) Moore Q4 ( TD ) 40yd pass from Hippeard Moore Q4 ( tpc ) Marcatori M. Glavic Q1 ( TD ) 8yd run Robinson Q1 ( pat ) Robinson Q1 ( TD ) 39yd pass from M. Glavic Klostermann Q1 ( TD ) 10yd interception return Robinson Q2 ( TD ) 19yd pass from M. Glavic Robinson Q2 ( pat ) Lieberherr Q3 ( TD ) 16yd pass from M. Glavic M. Glavic Q4 ( TD ) 1yd run Robinson Q4 ( pat ) |                     | |                 |                    |
| |                     | |                 |                    |
| Boller Q4 (TD) 5yd pass from Hippeard Moore Q4 (tpc) Moore Q4 (TD) 40yd pass from Hippeard Moore Q4 (tpc) | Marcatori           | M. Glavic Q1 (TD) 8yd run Robinson Q1 (pat) Robinson Q1 (TD) 39yd pass from M. Glavic Klostermann Q1 (TD) 10yd interception return Robinson Q2 (TD) 19yd pass from M. Glavic Robinson Q2 (pat) Lieberherr Q3 (TD) 16yd pass from M. Glavic M. Glavic Q4 (TD) 1yd run Robinson Q4 (pat) |                 |                    |

| Hohenems 30 maggio 2010 | Cineplexx Blue Devils | 12 – 0 | Zürich Renegades | Stadion Herrenried |

#### 10ª giornata
| Hohenems 5 giugno 2010 | Cineplexx Blue Devils | 38 – 8 | Gladiators Beider Basel | Stadion Herrenried |

| Berna 6 giugno 2010 | Bern Grizzlies | 42 – 24 | Winterthur Warriors | Sportplatz Schonau |

#### 11ª giornata
| Berna 12 giugno 2010                           | Bern Grizzlies | 0 – 6 (0-0 0-0 0-0 0-6)            | Calanda Broncos | Stade de Suisse |
| Marcatori Robinson Q4 ( TD ) 103yd punt return |                |                                    |                 |                 |
|                                                |                |                                    |                 |                 |
|                                                | Marcatori      | Robinson Q4 (TD) 103yd punt return |                 |                 |

| Winterthur 12 giugno 2010 | Winterthur Warriors | 12 – 18 | Zürich Renegades | Sportplatz Deutweg |

#### 12ª giornata
| Schmerikon 19 giugno 2010 | Calanda Broncos | 15 – 0 (2-0 0-0 7-0 6-0) | Gladiators Beider Basel | Sportplatz |
| Team Q1 ( saf ) automatico Robinson Q3 ( TD ) 69yd interception return Robinson Q3 ( pat ) Jones Q4 ( TD ) 17yd run Marcatori |                 |                          |                         |            |
| |                 |                          |                         |            |
| Team Q1 (saf) automatico Robinson Q3 (TD) 69yd interception return Robinson Q3 (pat) Jones Q4 (TD) 17yd run                   | Marcatori       |                          |                         |            |

| Witikon 20 giugno 2010 | Zürich Renegades | 0 – 13 | Bern Grizzlies | Sportplatz Looren |

#### 13ª giornata
| Basilea 26 giugno 2010 | Gladiators Beider Basel | 26 – 21 | Zürich Renegades | Stadio di atletica leggera Sankt Jakob |

| Igis 27 giugno 2010 | Calanda Broncos | 16 – 6 (0-0 0-0 7-6 9-0) | Cineplexx Blue Devils | Sportplatz Ried |
| S. Glavic Q3 ( TD ) 100yd kickoff return Robinson Q3 ( pat ) Robinson Q4 ( FG ) Jones Q4 ( TD ) 2yd run Marcatori Guidry Q3 ( TD ) 1yd run |                 |                          |                       |                 |
| |                 |                          |                       |                 |
| S. Glavic Q3 (TD) 100yd kickoff return Robinson Q3 (pat) Robinson Q4 (FG) Jones Q4 (TD) 2yd run                                            | Marcatori       | Guidry Q3 (TD) 1yd run   |                       |                 |

#### 14ª giornata
| Hohenems 30 giugno 2010 | Cineplexx Blue Devils | 45 – 14 | Winterthur Warriors | Stadion Herrenried |

#### 15ª giornata
| Berna 3 luglio 2010 | Bern Grizzlies | 33 – 27 | Cineplexx Blue Devils |  |

### Classifica
La classifica della regular season è la seguente:
- PCT = percentuale di vittorie, G = partite giocate, V = partite vinte, P = partite perse, PF = punti fatti, PS = punti subiti
- La qualificazione ai playoff è indicata in verde
- L'ultima classificata sfida la vincente della Lega B per la partecipazione alla Lega Nazionale A 2011 (giallo)

| Pos. | Squadra                 | PCT   | G  | V  | P  | PF  | PS  |
| ---- | ----------------------- | ----- | -- | -- | -- | --- | --- |
| 1    | Calanda Broncos         | 1.000 | 10 | 10 | 0  | 264 | 74  |
| 2    | Gladiators Beider Basel | .700  | 10 | 7  | 3  | 226 | 225 |
| 3    | Cineplexx Blue Devils   | .600  | 10 | 6  | 4  | 271 | 185 |
| 4    | Bern Grizzlies          | .500  | 10 | 5  | 5  | 193 | 203 |
| 5    | Zürich Renegades        | .200  | 10 | 2  | 8  | 126 | 187 |
| 6    | Winterthur Warriors     | .000  | 10 | 0  | 10 | 163 | 369 |

## Playoff e playout

### Tabellone
|  | Semifinali | Semifinali              | Semifinali |                         |   | XXV Swiss Bowl  | XXV Swiss Bowl | XXV Swiss Bowl |  |
|  |            |                         |            |                         |   |                 |                |                |  |
|  | 1          | Calanda Broncos         | 30         |                         |   |                 |                |                |  |
|  | 1          | Calanda Broncos         | 30         |                         |   |                 |                |                |  |
|  | 4          | Bern Grizzlies          | 7          |                         |   |                 |                |                |  |
|  | 4          | Bern Grizzlies          | 7          |                         | 1 | Calanda Broncos | 49             |                |  |
|  |            |                         |            |                         | 1 | Calanda Broncos | 49             |                |  |
|  |            |                         | 2          | Gladiators Beider Basel | 7 |                 |                |                |  |
|  | 3          | Cineplexx Blue Devils   | 2          | Gladiators Beider Basel | 7 | 26              |                |                |  |
|  | 3          | Cineplexx Blue Devils   |            |                         |   |                 |                |                |  |
|  | 2          | Gladiators Beider Basel | 34         |                         |   |                 |                |                |  |

### Semifinali
| Igis 11 luglio 2010 | Calanda Broncos | 30 – 7 (7-0 0-7 16-0 7-0)        | Bern Grizzlies | Sportplatz Ried |
| S. Glavic Q1 ( TD ) 11yd run Robinson Q1 ( pat ) S. Glavic Q3 ( TD ) 83yd run Robinson Q1 ( pat ) Jones Q3 ( TD ) 2yd run Robinson Q3 ( pat ) Team Q3 ( saf ) automatico Jones Q4 ( TD ) 4yd run Hammer Q4 ( pat ) Marcatori White Q2 ( TD ) 1yd run ? Q2 ( pat ) |                 |                                  |                |                 |
| |                 |                                  |                |                 |
| S. Glavic Q1 (TD) 11yd run Robinson Q1 (pat) S. Glavic Q3 (TD) 83yd run Robinson Q1 (pat) Jones Q3 (TD) 2yd run Robinson Q3 (pat) Team Q3 (saf) automatico Jones Q4 (TD) 4yd run Hammer Q4 (pat)                                                                  | Marcatori       | White Q2 (TD) 1yd run ? Q2 (pat) |                |                 |

| 11 luglio 2010 | Gladiators Beider Basel | 34 – 26 | Cineplexx Blue Devils |  |

### Playout
| 11 luglio 2010 | Winterthur Warriors | 27 – 32 | Basel Meanmachine |  |

### XXV Swiss Bowl
| Berna 24 luglio 2010 | Calanda Broncos | 49 – 7 (20-0 8-0 14-0 7-7)                         | Gladiators Beider Basel | Stade de Suisse |
| Jones Q1 ( TD ) 1yd run Robinson Q1 ( pat ) Jones Q1 ( TD ) 11yd run Robinson Q1 ( pat ) Robinson Q1 ( TD ) 20yd pass from Jones Meuli Q2 ( TD ) 1yd run Robinson Q2 ( tpc ) Jones Q3 ( TD ) 1yd run Robinson Q3 ( pat ) Jones Q3 ( TD ) 6yd run Robinson Q3 ( pat ) Lutscher Q4 ( TD ) 14yd run Robinson Q4 ( pat ) Marcatori Pomponio Q4 ( TD ) 22yd pass from Maynard ? Q4 ( pat ) |                 |                                                    |                         |                 |
| |                 |                                                    |                         |                 |
| Jones Q1 (TD) 1yd run Robinson Q1 (pat) Jones Q1 (TD) 11yd run Robinson Q1 (pat) Robinson Q1 (TD) 20yd pass from Jones Meuli Q2 (TD) 1yd run Robinson Q2 (tpc) Jones Q3 (TD) 1yd run Robinson Q3 (pat) Jones Q3 (TD) 6yd run Robinson Q3 (pat) Lutscher Q4 (TD) 14yd run Robinson Q4 (pat)                                                                                            | Marcatori       | Pomponio Q4 (TD) 22yd pass from Maynard ? Q4 (pat) |                         |                 |

## Verdetti
- Calanda Broncos Campioni di Svizzera 2010
- Winterthur Warriors relegati in Lega B 2011